# Verständigung im Strafverfahren
Die Verständigung im Strafverfahren, in den Medien oft als „Deal“ bezeichnet, ist im deutschen Strafprozess eine Verfahrensweise, bei welcher sich das Gericht mit den Verfahrensbeteiligten über den weiteren Fortgang und das Ergebnis des Verfahrens verständigt. Sie ist gesetzlich in § 257c StPO geregelt. Häufigster Anwendungsfall ist die Einigung über das zu erwartende Strafmaß für den Fall eines Geständnisses. Staatsanwaltschaft und Gericht haben an einer derartigen Verständigung oft deshalb Interesse, weil hierdurch der Aufwand des Verfahrens, insbesondere die Dauer der Hauptverhandlung, stark verringert werden kann. Hierdurch können Ressourcen der Justiz geschont werden, zugleich kann so einer Überlastung der Gerichte begegnet werden. Der Vorteil einer Verständigung für den Angeklagten liegt darin, dass er einerseits Sicherheit über den Ausgang des Verfahrens erlangt, andererseits aber auch durch das Ablegen des Geständnisses einen erheblich zu seinen Gunsten sprechenden Strafmilderungsgrund herbeiführt. Zudem kann sich der Angeklagte eine auch ihn mitunter stark belastende lange Hauptverhandlung ersparen. Auch Gesichtspunkte des Opferschutzes (dem Tatopfer wird unter Umständen eine Vernehmung erspart) können für eine Verständigung sprechen. Die gesetzliche Regelung ist abschließend, heimliche Absprachen sind unzulässig.

## Gesetzliche Regelung

### Gegenstand einer Verständigung
Gegenstand einer Verständigung dürfen nur die Rechtsfolgen der Tat sein, insbesondere der hierauf bezogene Inhalt des Urteils (Strafmaß) und der dazugehörigen Beschlüsse (insbesondere Bewährungsbeschlüsse gemäß § 268a StPO). Zulässig ist weiter eine Verständigung über verfahrensbezogene Maßnahmen (etwa eine Teileinstellung des Verfahrens hinsichtlich einzelner Anklagevorwürfe gemäß § 154 Abs. 2 StPO) und das Prozessverhalten der Beteiligten (etwa die Rücknahme gestellter Beweisanträge). Eine Vereinbarung über den Schuldspruch ist ebenso unzulässig wie eine Vereinbarung über Maßregeln der Besserung und Sicherung (§ 257c Abs. 2, S. 3 StPO). Unzulässig wäre es daher etwa, zu vereinbaren, dass von einer Entziehung der Fahrerlaubnis gemäß § 69 StGB abgesehen werden soll oder dass der Angeklagte ohne die gemäß § 246a StPO vorgeschriebene Anhörung eines Sachverständigen in einer Entziehungsanstalt untergebracht werden soll. Trotz der vom Gesetz vorgesehenen Möglichkeit, eine Verständigung zu treffen, bleibt die gerichtliche Aufklärungspflicht gemäß § 244 Abs. 2 StPO unberührt (§ 257c Abs. 1, S. 2 StPO). Was das konkret bedeutet, ist weitgehend unklar, denn der Sinn einer Verständigung ist ja gerade, von einer weiteren Aufklärung abzusehen, sodass der Hinweis im Gesetz auf die fortgeltende Aufklärungspflicht letztlich wenig mehr als ein „Lippenbekenntnis“ ist. Bestandteil jeder Verständigung soll ein Geständnis sein (§ 257c Abs. 2, S. 2 StPO). Bei der Verständigung über das Strafmaß darf nicht eine bestimmte Strafhöhe als Punktstrafe vereinbart werden. Zulässig ist es lediglich, einen Rahmen zwischen einer mindestens zu erwartenden Strafe (Strafuntergrenze) und einer höchstens zu erwartenden Strafe (Strafobergrenze) zu vereinbaren.

### Verfahren
Die Verständigung kommt dadurch zustande, dass das Gericht den Beteiligten einen Vorschlag unterbreitet, zu dem sie dann Stellung nehmen können. Zugleich ist – bereits vor Abschluss der Verständigung – der Angeklagte gemäß § 257c Abs. 4, Abs. 5 StPO darüber zu belehren, dass die Bindung des Gerichts an die Verständigung unter bestimmten Voraussetzungen entfällt, dass dann aber das Geständnis des Angeklagten nicht verwertet werden darf. Die Verständigung ist dann wirksam getroffen, wenn Staatsanwaltschaft und Angeklagter dem Vorschlag des Gerichts zustimmen. Eine Zustimmung des Verteidigers ist ebenso wenig erforderlich wie die Zustimmung eines eventuell anwesenden Nebenklägers. Die Verständigung muss stets in (öffentlicher) Hauptverhandlung erfolgen, wobei vorbereitende nichtöffentliche so genannte Rechtsgespräche nicht unzulässig sind. Ablauf und Inhalt der Verständigung einschließlich der erforderlichen Belehrungen und Mitteilungen müssen im Hauptverhandlungsprotokoll wiedergegeben werden (§ 273 Abs. 1a StPO). Das Gericht darf nicht die Sanktionsschere einsetzen, also insbesondere weder ein unvertretbar mildes Urteil für den Fall eines Geständnisses versprechen noch ein unvertretbar hartes Urteil für den Fall, dass der Angeklagte kein Geständnis ablegt, androhen. Im Rahmen der Rechtsmittelbelehrung muss der Vorsitzende den Angeklagten auch darüber belehren, dass er trotz der getroffenen Verständigung frei ist in seiner Entscheidung, Rechtsmittel einzulegen (§ 35a S. 3 StPO).

### Wirkung
Die Verständigung ist grundsätzlich für das Gericht bindend. Das Gericht darf keine Strafe verhängen, die außerhalb des zugesicherten Strafrahmens liegt. Allerdings entfällt die Bindung des Gerichts, wenn das Gericht rechtlich oder tatsächlich bedeutsame Umstände übersehen hat oder solche sich neu ergeben haben (etwa wenn bekannt wird, dass die Folgen einer angeklagten Körperverletzung wesentlich schlimmer sind als zunächst angenommen). Das Gleiche gilt, wenn das weitere Prozessverhalten des Angeklagten nicht der Erwartung entspricht, die der Verständigung zu Grunde lag (etwa wenn der Angeklagte ein nur eingeschränktes Geständnis ablegt). In diesen Fällen darf ein bereits abgelegtes Geständnis nicht verwertet werden. Das Gericht muss dem Angeklagten unverzüglich mitteilen, wenn es von der Verständigung abweichen will. Nach einer Verständigung ist ein Rechtsmittelverzicht ausgeschlossen (§ 302 Abs. 1, S. 2 StPO).

### Ergänzende Vorschriften
Der Vorsitzende muss in der Hauptverhandlung nach Verlesung des Anklagesatzes und vor Belehrung des Angeklagten mitteilen, ob vor Beginn der Hauptverhandlung Gespräche geführt worden sind, die eine mögliche Verständigung zum Gegenstand haben, oder ob solche Gespräche nicht stattgefunden haben. Falls solche Gespräche stattgefunden haben, muss er auch den wesentlichen Inhalt derartiger Gespräche mitteilen (§ 243 Abs. 4, S. 1 StPO). Das Gleiche gilt auch, wenn nach Beginn der Hauptverhandlung, aber außerhalb der Hauptverhandlung, derartige Gespräche geführt worden sind (§ 243 Abs. 4, S. 2 StPO). Auch in der Hauptverhandlung kann das Gericht, etwa zur Vorbereitung einer Verständigung, den Verfahrensstand mit den Beteiligten erörtern (§ 257b StPO). Eine derartige Erörterung ist ebenso wie die Mitteilungen nach § 243 Abs. 4 StPO in das Protokoll aufzunehmen (§ 273 Abs. 1, Satz 2, Abs. 1a Satz 2 StPO). Ebenso ist im Protokoll zu vermerken, wenn keine Verständigung stattgefunden hat (§ 273a Abs. 1a S. 3 StPO). Kommt eine Verständigung nicht zustande und fehlt es an der gebotenen Negativmitteilung nach § 243 Abs. 4 Satz 1 StPO oder dem vorgeschriebenen Negativattest nach § 273 Abs. 1a Satz 3 StPO, wird nach Sinn und Zweck des gesetzlichen Schutzkonzepts nicht auszuschließen sein, dass das Urteil auf einem Verstoß gegen § 257c StPO beruht.

### Jugendstrafrecht
Grundsätzlich gelten die Vorschriften über die Verständigung gemäß § 2 Abs. 2 JGG auch im Jugendstrafrecht. Allerdings sind bestimmte sich aus dem Wesen des Jugendstrafrechts ergebende Einschränkungen zu beachten: Eine Verständigung darf erst erfolgen, wenn das Gericht sich von der Persönlichkeit des angeklagten jungen Straftäters und dem erforderlichen Erziehungsbedarf ein zuverlässiges Bild gemacht hat. Weiter dürfen das Vorliegen oder Nichtvorliegen gesetzlicher Merkmale, die nicht zur Disposition der Verfahrensbeteiligten stehen (Anwendung von Jugend- oder Erwachsenenstrafrecht bei Heranwachsenden gemäß § 105 JGG, die Voraussetzungen für die Anordnung von Erziehungsmaßregeln oder Zuchtmitteln oder einer Entscheidung gemäß § 27 JGG, die Erforderlichkeit von Jugendstrafe wegen schädlicher Neigungen oder Schwere des Schuld), nicht zum Gegenstand einer Verständigung gemacht werden. Zulässig ist eine Verständigung nur über den Umfang der jeweiligen Sanktion bzw. die Höhe der Jugendstrafe.

### Verfahrenseinstellung gegen Auflagen
Zum Teil wird auch die Einstellung des Verfahrens gegen Auflagen nach § 153a StPO als „Deal“ bezeichnet. Bei geringfügigen Tatbeständen, nach § 12 Abs. 2 StGB jedes Vergehen mit einer Mindestfreiheitsstrafe von unter einem Jahr, kann das Verfahren gegen eine Auflage, zum Beispiel eine Geldzahlung, eingestellt werden. Diese Verfahrenseinstellung nach § 153a wird zwar auch durch eine Absprache zwischen Gericht, Staatsanwaltschaft und Verteidigung erreicht, unterscheidet sich aber von der Verständigung nach § 257c dadurch, dass keine Verurteilung stattfindet.

## Geschichte

### Anfänge
Die Verständigung im Strafverfahren war zunächst gesetzlich nicht geregelt. Dass es in Deutschland seit den 1970er Jahren heimliche Urteilsabsprachen gibt, wurde erstmals im Jahr 1982 in einem Aufsatz in einer Fachzeitschrift aufgedeckt. In den 1980er Jahren wurden derartige Absprachen auch zunehmend öffentlich diskutiert. Das Bundesverfassungsgericht entschied bereits im Jahr 1987, dass eine Verständigung zwischen Gericht und Verfahrensbeteiligten über Stand und Aussichten der Verhandlung grundsätzlich nicht zu beanstanden sei, jedoch sei es Gericht und Staatsanwaltschaft untersagt, sich auf einen „Vergleich im Gewande des Urteils“ einzulassen. Der Bundesgerichtshof äußerte sich zu Absprachen außerhalb der Hauptverhandlung zunächst kritisch. Mit Beschluss vom 19. Oktober 1993 stellte der Bundesgerichtshof klar, dass ein "Vergleich im Gewande des Urteils", ein "Handel mit der Gerechtigkeit" untersagt sei, weshalb derartige Absprachen das Urteil nicht präjudizieren.

### Die BGH-Entscheidung vom 28. August 1997
Mit Urteil vom 28. August 1997 ließ der Bundesgerichtshof Urteilsabsprachen ausdrücklich zu. Der BGH stellte hierfür folgende Regeln auf: Die Verständigung müsse unter Mitwirkung aller Beteiligten in der Hauptverhandlung erfolgen (wobei es außerhalb der Verhandlung Vorgespräche geben dürfe). Das Gericht dürfe zwar keine bestimmte Strafe zusagen, wohl aber eine feste Strafobergrenze, die im Falle eines Geständnisses nicht überschritten werde. Die zugesagte Strafobergrenze müsse schuldangemessen sein. An diese Zusage sei das Gericht gebunden, es sei denn, es stellen sich bisher unbekannte schwerwiegende Gesichtspunkte zu Lasten des Angeklagten heraus. Die Vereinbarung eines Rechtsmittelverzichts vor der Urteilsverkündung sei unzulässig.

### Die Entscheidung des Großen Senats vom 3. März 2005
Mit Beschluss vom 3. März 2005 bekräftigte der Große Senat für Strafsachen des Bundesgerichtshofs, dass Urteilsabsprachen grundsätzlich zulässig und mit der geltenden Strafprozessordnung vereinbar seien. Grenzen ergäben sich aber aus dem Grundsatz des fairen Verfahrens und dem Schuldprinzip. Das Gericht dürfe daher nicht vorschnell auf eine Urteilsabsprache ausweichen, ohne zuvor pflichtgemäß die Anklage tatsächlich anhand der Akten und insbesondere auch rechtlich überprüft zu haben. Das bei einer Urteilsabsprache in der Regel abgelegte Geständnis müsse auf seine Zuverlässigkeit überprüft werden. Das Gericht müsse von seiner Richtigkeit überzeugt sein. Dazu müsse das selbstbelastende, keinen besonderen Zweifeln im Einzelfall unterliegende Geständnis wenigstens so konkret sein, dass geprüft werden könne, ob es derart im Einklang mit der Aktenlage steht, dass sich hiernach keine weitergehende Sachaufklärung aufdrängt. Ein bloßes inhaltsleeres Formalgeständnis reiche hingegen nicht aus. Der Schuldspruch könne nicht Gegenstand einer Urteilsabsprache sein. Die Differenz zwischen der absprachegemäßen und der bei einem „streitigen Verfahren“ zu erwartenden Sanktion darf nicht so groß sein („Sanktionsschere“), dass sie strafzumessungsrechtlich unvertretbar und mit einer angemessenen Strafmilderung wegen eines Geständnisses nicht mehr erklärbar ist. Dies gelte sowohl für den Fall, dass die ohne Absprache in Aussicht gestellte Sanktion das vertretbare Maß überschreitet, so dass der Angeklagte inakzeptablem Druck ausgesetzt wird, als auch für den Fall, dass das Ergebnis des Strafnachlasses unterhalb der Grenze dessen liegt, was noch als schuldangemessene Sanktion hingenommen werden kann. Ein Rechtsmittelverzicht könne nicht vereinbart werden. Ein Rechtsmittelverzicht des Angeklagten nach Urteilsverkündung sei nur dann wirksam, wenn er zuvor darüber belehrt wurde, dass er unbeschadet der Absprache Rechtsmittel einlegen kann („qualifizierte Rechtsmittelbelehrung“). Zugleich betonte der BGH, dass sich die Urteilsabsprachen zunehmend in Richtung einer unzulässigen quasivertraglichen Vereinbarung zwischen dem Gericht und den übrigen Verfahrensbeteiligten bewegten, obwohl die Strafprozessordnung in ihrer geltenden Form am Leitbild der materiellen Wahrheit orientiert sei. Der BGH appellierte daher an den Gesetzgeber, die Zulässigkeit und, bejahendenfalls, die wesentlichen rechtlichen Voraussetzungen und Begrenzungen von Urteilsabsprachen gesetzlich zu regeln.

### Das Verständigungsgesetz
Durch das Gesetz zur Regelung der Verständigung im Strafverfahren vom 29. Juli 2009 führte der Gesetzgeber die gesetzliche Regelung der Verständigung ein und kam damit dem Appell des Bundesgerichtshofs in seinem Beschluss vom 3. März 2005 nach.

## Abweichungen von der gesetzlichen Regelung in der Praxis
Im Oktober 2012 stellte Karsten Altenhain, Professor und Lehrstuhlinhaber an der Universität Düsseldorf, die Ergebnisse einer Studie, die er im Auftrag des Bundesverfassungsgerichtes erarbeitet hatte, in einer mündlichen Verhandlung vor dem Bundesverfassungsgericht vor. Dabei ging es um die Einhaltung der gesetzlichen Bestimmungen bei Absprachen in Strafverfahren. Er befragte dazu 330 Richter, Staatsanwälte und Strafverteidiger aus Nordrhein-Westfalen. Fast 60 % der befragten Richter gaben an bzw. zu, den Großteil ihrer Absprachen ohne die vorgeschriebene Protokollierung zu treffen. Nur 28 % der Richter gaben an, zu prüfen, ob das ausgehandelte Geständnis glaubhaft ist. Auch Medien berichteten kritisch über Absprachen.
Daran hat sich auch im Jahr 2020 nicht sehr viel geändert. Immer noch machte fast jeder dritte Richter informelle „Deals“, die den Vorschriften der StPO nicht entsprachen.

## Die Entscheidung des Bundesverfassungsgerichts vom 19. März 2013
Der Zweite Senat des Bundesverfassungsgerichts entschied mit Urteil 19. März 2013, dass das Verständigungsgesetz, insbesondere § 257c StPO, verfassungsgemäß sei. Das im Grundgesetz verankerte Schuldprinzip und die mit ihm verbundene Pflicht zur Erforschung der materiellen Wahrheit sowie der Grundsatz des fairen, rechtsstaatlichen Verfahrens, die Unschuldsvermutung und die Neutralitätspflicht des Gerichts schlössen es zwar aus, die Handhabung der Wahrheitserforschung, die rechtliche Subsumtion und die Grundsätze der Strafzumessung zur freien Disposition der Verfahrensbeteiligten und des Gerichts zu stellen. Verständigungen zwischen Gericht und Verfahrensbeteiligten über Stand und Aussichten der Hauptverhandlung, die dem Angeklagten für den Fall eines Geständnisses eine Strafobergrenze zusagen und eine Strafuntergrenze ankündigen, trügen das Risiko in sich, dass die verfassungsrechtlichen Vorgaben nicht in vollem Umfang beachtet werden. Gleichwohl sei es dem Gesetzgeber nicht schlechthin verwehrt, zur Verfahrensvereinfachung Verständigungen zuzulassen. Er müsse jedoch zugleich durch hinreichende Vorkehrungen sicherstellen, dass die verfassungsrechtlichen Anforderungen gewahrt bleiben. Die Wirksamkeit der vorgesehenen Schutzmechanismen habe der Gesetzgeber fortwährend zu überprüfen. Ergebe sich, dass sie unvollständig oder ungeeignet sind, habe er insoweit nachzubessern und erforderlichenfalls seine Entscheidung für die Zulässigkeit strafprozessualer Absprachen zu revidieren. Das Verständigungsgesetz sichere die Einhaltung der verfassungsrechtlichen Vorgaben in ausreichender Weise. Der in erheblichem Maße defizitäre Vollzug des Verständigungsgesetzes führe „derzeit“ nicht zur Verfassungswidrigkeit der gesetzlichen Regelung. Mit den Vorschriften des Verständigungsgesetzes habe die Zulassung von Verständigungen im Strafverfahren jedoch eine abschließende Regelung erfahren. Außerhalb des gesetzlichen Regelungskonzepts erfolgende sogenannte informelle Absprachen seien unzulässig. Hieraus folge, dass ein Rechtsmittelverzicht auch dann unwirksam sei, wenn das Urteil auf einer „informellen Absprache“ beruhe. Der Kontrolle des Verständigungsverfahrens durch die Staatsanwaltschaft komme herausgehobene Bedeutung zu. Weisungsgebundenheit und Berichtspflichten ermöglichten es, einheitliche Standards für die Erteilung der Zustimmung zu Verständigungen sowie für die Ausübung der Rechtsmittelbefugnis aufzustellen und durchzusetzen. Die Staatsanwaltschaft sei nicht nur gehalten, ihre Zustimmung zu einer gesetzwidrigen Verständigung zu versagen. Sie habe darüber hinaus gegen Urteile, die – beispielsweise von der Staatsanwaltschaft zunächst unerkannt – auf solchen Verständigungen beruhen, Rechtsmittel einzulegen.

## Kritik
Die bestehende gesetzliche Regelung ist kritischen Einwänden ausgesetzt. So wird eingewandt, dass der deutsche Strafprozess – anders als der anglo-amerikanische Strafprozess, in dem Vergleiche zwischen Staatsanwaltschaft und Verteidigung erlaubt und üblich sind – grundsätzlich vergleichsfeindlich ausgestaltet sei, weshalb die gesetzliche Regelung der Verständigung eine „grundlegende Änderung der Strafprozessordnung, die mit dem Grundsatz der Aufklärungspflicht nur schwer oder gar nicht vereinbar“ sei, darstelle. Zudem bestehe die Gefahr, dass das Urteil entgegen § 261 StPO nicht mehr auf dem Inbegriff der Hauptverhandlung, sondern auf der Verständigung beruhe, die Regelung sei insgesamt „wenig durchdacht“. Konkret wird beanstandet, dass das Abspracheverfahren zu Ungerechtigkeiten führe, da es Täter bevorzuge, die „Vereinbarungs-Stoff“ bieten, und da es ein „Sonder-Verfahren“ für Wirtschafts-, Umwelt-, Steuer- und Betäubungsmittelstrafsachen begründe. Weiter wird kritisiert, dass die Schöffen an den Rand gedrängt würden, dass das Verbot einer Verständigung über den Schuldspruch durch „Gespräche über die Anwendung des Zweifelssatzes“ leicht umgangen werden könne und dass das Abspracheverfahren dem Ansehen des Rechtsstaats abträglich sei. Auch sei das Öffentlichkeitsprinzip „in seinen Fundamenten verletzt“. Schließlich könne ein erheblicher Druck auf den Angeklagten, ein Geständnis abzulegen, ausgeübt werden, denn die Verweigerung einer Verständigung berge für den Angeklagten ein hohes Risiko, was dem Grundsatz der Selbstbelastungsfreiheit (nemo tenetur se ipsum accusare) widerspreche.
Dieser Kritik wird allerdings entgegengehalten, dass ein von allen Beteiligten akzeptiertes Urteil Rechtsfrieden schaffe, was ein legitimes Ziel des Strafprozesses sei. Zudem führe eine Verständigung zu baldiger Rechtskraft, ermögliche eine zügige Vollstreckung, vermeide in der Regel ein Rechtsmittelverfahren und spare Zeit und Kosten. Auch gebiete die Aufklärungspflicht nicht die Erhebung überflüssiger Beweise: Wenn das Gericht auf Grund des Geständnisses des Angeklagten vom Sachverhalt überzeugt sei, erfordere auch § 244 Abs. 2 StPO keine weitere Beweiserhebung mehr. Durch eine Verständigung schließe der Angeklagte auch keinen Vertrag mit dem Gericht, sondern unterwerfe sich dem Gericht. Da der Angeklagte durch eine Verständigung Rechtssicherheit erlange, werde seine Position gestärkt. § 257c StPO sei daher problemlos mit der richterlichen Aufklärungspflicht zu vereinbaren, was sich auch durch einen Vergleich mit dem Strafbefehlsverfahren zeige: Obwohl auch hier der Angeklagte durch Verzicht auf einen Einspruch erreicht, dass keine Beweisaufnahme stattfindet, er aber Sicherheit über die Strafe erlangt, wurden nie Zweifel an der Verfassungsmäßigkeit des Strafbefehlsverfahrens geäußert.